# Jaraguari
Jaraguari, amtlich portugiesisch Município de Jaraguari, ist eine Stadt im brasilianischen Bundesstaat Mato Grosso do Sul.

## Geografie

### Lage
Die Stadt liegt 44 km von der Hauptstadt des Bundesstaates (Campo Grande) und 981 km von der Landeshauptstadt (Brasília) entfernt. Nachbarstädte sind Bandeirantes, Rochedo, Campo Grande und Ribas do Rio Pardo.

### Gewässer
Die Stadt steht unter dem Einfluss des Rio Paraná, der zum Flusssystem des Río de la Plata gehört.

### Vegetation
Das Gebiet ist ein Teil der Cerrados (Savanne Zentralbrasiliens).

### Klima
In der Stadt herrscht tropisches Höhenklima (Cwa). Es fällt zwischen 1200 und 1500 mm Niederschlag jährlich.

## Verkehr
Die Landesstraße MS-080 geht durch das Stadtgebiet.

## Wirtschaftsdaten und HDI
Das Bruttosozialprodukt pro Kopf lag 2015 bei 22.452 Real, der Index der menschlichen Entwicklung (HDI) 2010 bei dem mittleren Wert von 0,664.

## Persönlichkeiten
- Luís Cláudio Carvalho da Silva (* 1987), Fußballspieler